# Columna Tierra y Libertad
La Columna Tierra y Libertad fue una columna miliciana organizada por la CNT-FAI de las comarcas del Alto Llobregat y Cardoner (actuales Bergadá y Bages) así como de Barcelona. La columna sería enviada a los frentes del Centro a mediados de septiembre de 1936 como refuerzo ante la ofensiva franquista que estaba entrando en Talavera de la Reina y que asediaba definitivamente Toledo, amenazando con ello Madrid. Tuvo alrededor de 1.500 milicianos en sus inicios, participando en los frentes de la Sierra de Gredos, entre las provincias de Ávila, Toledo y Madrid; la Sierra de Albarracín en el frente de Teruel, combatiendo integrada en la Columna del Rosal y más tarde, ya militarizada en el frente de Aragón, el frente del Ebro y la Sierra del Montsant, en Tarragona. Tras la militarización ocurrida en la primavera de 1937 la columna se convertiría en la  Brigada Mixta 153. 

## Historial
Tras la partida hacia el frente de Aragón de varias columnas republicanas enviadas desde Barcelona, en las comarcas catalanas también hubo un auge de organización de milicias. Generalmente fueron anexas a las columnas salidas desde Barcelona. Sin embargo, la potencia del movimiento anarcosindicalista de la Cataluña central, especialmente de las comarcas del Alto Llobregat y Cardoner (actuales Bergadá y Bages), fue tal que pudo organizar una columna miliciana propia. Estaba en un principio compuesta por diversas centurias con milicianos procedentes de Suria, Cardona, Sallent, Manresa, Navarclés, San Fructuoso de Bages, San Vicente de Castellet, Tarrasa, Esparraguera y Olesa de Montserrat. Asimismo había varias unidades del Bergadá, especialmente de las minas de Fígols, que en 1932 habían llevado a cabo un  levantamiento popular. 
La columna en un primer momento estaba bautizada como "Roja y Negra" sin embargo al llegar a Barcelona se encontraron con que ya había otra columna con el mismo nombre. De manera que se lo cambiaron por "Tierra y Libertad", que era un lema clásico del anarquismo español. En Barcelona se le agregaron varias centurias más que estaban recibiendo adiestramiento militar en los cuarteles controlados por la CNT-FAI. El día 7 de septiembre parten para Madrid en tren, en un acto de multitudes. Son enviados como ayuda catalana a los frentes del centro, entonces acosados por el Ejército Nacional. Fruto de esta ayuda catalana a la Defensa de Madrid también sería enviada la columna Libertad del PSUC y la UGT en octubre y la Columna Durruti en noviembre. En Madrid la columna llegó a tener unos 800 milicianos, ya que se le adjuntarían también varias centurias con milicianos locales y andaluces (dinamiteros de Linares).
Los primeros batallones en entrar en combate lo hicieron el 7 de octubre en Santa Olalla, provincia de Toledo, bajo las órdenes del militar de carrera José Asensio Torrado. La columna servía como apoyo logístico a las defensas del frente del Centro, y por tanto no siempre combatió unida. En octubre una parte importante de la columna marchó con la Columna del Rosal al frente de la Sierra de Gredos, pasando por Bargas de Toledo, Cabañas de la Sagra, Sotillo de la Adrada, San Martín de Valdeiglesias, El Tiemblo, Robledo de Chavela... Participó en la defensa del aeródromo de Cuatro Vientos, de Getafe, en la carretera Madrid-Toledo y en Olite del Teniente Castillo. A finales de octubre la Columna del Rosal es enviada a Cuenca-Teruel, con la intención de caer por detrás de Teruel, atacada por las columnas valencianas. Estará en los pueblos de Huete, Zaorejas, Peñalén, Beteta, Cueva del Hierro, Peralejos de las Truchas, Carrascosa de la Sierra, Valdecuenca, Gea de Albarracín... En noviembre una parte de la columna participaría en la defensa de la Casa de Campo de Madrid, integrada en las unidades defensivas madrileñas. La organización cenetista de Madrid nombraría como delegados de columna a José Ramos por CNT y Germinal de Souza por la FAI. Ramos murió el 27 de septiembre en los combates de Bargas. Durante aquellos meses pasarían unos 1.500 combatientes por la columna.
Un miembro conocido de la columna fue Ramón Vila Capdevila, alias Caracremada, conocido guerrillero antifranquista de la postguerra.

## Centuria Sacco y Vanzetti
Tomó su nombre en recuerdo de los anarquistas italo-americanos ejecutados en Estados Unidos en 1927, Nicola Sacco y Bartolomeo Vanzetti. Se la conocía indistintamente como columna, centuria o batería Sacco y Vanzetti. 
Formada por un centenar de miembros de la CNT y de la FAI de Barcelona, muchos de ellos de las Casas Baratas de Horta, partió el 7 de septiembre con destino a Madrid, exactamente igual que la Tierra y Libertad. Tenía dos baterías de artillería con cañones del 105 mm. Aun así solo disponía de cinco artilleros militares, siendo el resto tropa inexperta. Su primer comandante fue el anarquista alemán Paul Czakon, siendo su comandante militar Ernst Günter. Fue desplegada en Santa Olalla donde enseguida tuvo que replegarse perdiendo un cañón y luego en Bargas, donde entró en combate el 27 de septiembre. La falta de mandos preparados y la confusión de las órdenes que estaban recibiendo del Estado Mayor hizo que se retirasen desordenadamente hasta Villaluenga. El 1 de octubre tomó el mando el capitán Rasillas y finalmente el día 12 quedó bajo la disciplina de la Columna Tierra y Libertad con la que sus segunda batería fue al frente de Teruel, acompañando a su vez a la Columna del Rosal. A continuación recibió la entrada de otra cincuentena de miembros de Madrid y Castilla-La Mancha. La otra batería, la primera, se quedó en Madrid, donde fue desplegada en diversas ocasriones. En febrero de 1937 daban cuenta de su estado deplorable diciendo que su segunda batería solamente tenía 5 obuses. El 10 de febrero realizaron una asamblea donde acordaron no aceptar la militarización. La unidad fue disuelta más tarde e integrada en la Brigada 153.

## Militarización
La militarización tuvo lugar en junio de 1937. La Columna Tierra y Libertad se convertiría en la Brigada Mixta 153. Su comandante sería Antonio Seba Amorós y su comisario Francisco Señer Martín, ambos de CNT. Los batallones 609, 610, 611 y 612 estarían comandados respectivamente por Antonio Ferrándiz García, Feliciano Llach Bou (alias “Leal”), Francisco Fausto Nitti y Víctor Gómez Goiri. Los batallones tenían apodos como Ulises, los Ciervos o el de la Muerte. El batallón de los Ciervos constituyó el grueso del cuarto batallón. Había sido una unidad cenetista que hacía de bisagra entre las fuerzas pirenaicas y las que pretendían tomar Huesca. En principio era una centuria que creció hasta alcanzar cerca de 300 milicianos, la mayoría sin armamento. Cuando fue militarizada formó parte del batallón alpino de la 28.ª División.  
Por lo que respecta al Batallón de la Muerte, éste fue más conocido por ser una unidad compuesta por voluntarios italianos y austríacos. Estaba dirigida por Cándido Testa y apoyada por Diego Abad de Santillán. El 14 de marzo de 1937 realizaron un desfile en Barcelona muy efectista, dado que lo hicieron sumamente militarizados y con uniforme propio. El batallón pasó a la División Jubert (antigua Columna Ortíz) con la que tomó parte en los combates de la Ermita de Santa Quiteria padeciendo cuantiosas pérdidas al ser ametrallados desde el aire sin ningún apoyo republicano. A partir de este momento el Estado Mayor del ejército le asignan al socialista italiano Fausto Nitti para que rehiciera el batallón como unidad de combate. En junio el batallón se encontraba en Sesa hasta que en junio participó en los combates de Chimillas y Alerre, intentando cortar la carretera que unía Huesca con el resto del bando nacional. La unidad también tuvo numerosas pérdidas y no consiguió ninguno de sus objetivos. En aquellos momentos Cándido Testa se retiró definitivamente, dejando el mando a Nitti. En julio esta unidad recibió refuerzos y la mayoría de los extranjeros se retiraron. Una parte de ellos acabó en la 142.ª Brigada Mixta, pero el resto pasó al tercer batallón de la 153ª Brigada.
Sobre el proceso de militarización Pedro Flores recuerda en sus memorias:

El voluntariado ya es casi inexistente, al contrario, cantidad de voluntarios de los primeros días han causado baja, significando que si queremos, como debemos, continuar la guerra hay que movilizar (movilizar es imponer), obligar y esto sólo lo puede hacer el ejército. Por otra parte, no convirtiéndonos en ejército, y menguando el voluntariado, nuestra fuerza en armas acabaría en breve para quedar en cuadro debido a las bajas cuando se produjeran operaciones de envergadura”. Es decir, que a la par que nuestras fuerzas armadas disminuían, las de los demás sectores políticos aumentaban mediante las quintas movilizadas. 
[...] con toda la fuerza de mis sentidos era enemigo de la militarización. Pero, por otra parte estábamos inmersos en una cruel realidad, con la que difícilmente podía equilibrar los sentimientos y el deber, siendo esta vez víctima de lo segundo.
Flores

Durante el proceso de militarización estuvieron acantonados en Binéfar y Monzón (provincia de Huesca). Allí les sorprendieron los Sucesos de Mayo de 1937. También participaron en estos hechos poniéndose del bando revolucionario, partidario de ir a Barcelona a tomar el control. Para ello el batallón Ulises (el 610) se unió a la Brigada 127 dirigida por el cenetista Máximo Franco, y llegaron a ir a Lérida, donde se quedaron para evitar una ruptura del bando republicano y una eventual "guerra civil dentro de la guerra civil".  La brigada fue adjuntada primero a la 28.ª División y luego a la 24.ª División. En 1938 publicó una revista, de título "Nueva Era Archivado el 8 de octubre de 2020 en Wayback Machine.".

## Historial militar de la 153 BM
Con la 24 División, dirigida Miguel Vivancos combatió en la batalla de Belchite donde las unidades confederales sufrieron graves pérdidas puesto que encabezarían uno de los asaltos en el pueblo de Belchite, donde lograron entrar el 5 de septiembre. Poco antes habían participado en la toma de Codo, donde sufrieron 256 bajas (entre ellas 58 muertos). A continuación la Brigada permaneció varios meses en el frente de Fuendetodos - Aguilón - Herrera de los Navarros. 
Durante el hundimiento del Frente de Aragón en la primavera de 1938, la Brigada Mixta 153 se encontraba justo en medio del asalto franquista y resultó destrozada (sufriendo unas 400 bajas), retrocediendo de forma desordenada, ante la confusión de órdenes y contraórdenes que iban recibiendo hasta el Ebro, llegando a Gandesa y Cherta. Por este retroceso se tomaron represalias contra diversos cargos de la brigada. Así, Sebas fue sustituido al frente de la brigada por Antonio Teresa Miguel, nieto del anarquista Domingo Germinal. Teresa era vasco y había sido comandante del batallón confederal vasco  Isaac Puente hasta la caída de Vizcaya y Santander bajo las tropas de Franco. Al mismo tiempo se les asignó el comisario Justiniano Villaverde Ramos, que sustituía a Señer. A las pocas semanas éste fue a su vez sustituido por el socialista aragonés Antonio Garulo Sancho. La Brigada se trasladó a Baldomar (Lérida) donde quedó bajo el mando de la 30.ª División, dirigida por Nicanor Felipe Martínez, miembro del PCE. Asimismo, la división pertenecía al XI Cuerpo de Ejército, comandado entonces por el también comunista Francisco Galán. 
La relación de los mandos comunistas del Cuerpo de Ejército y de la División con la Brigada siempre fue muy tensa, llegando Galán amenazar con fusilar a Antonio Teresa. El 13 de mayo de 1938 Teresa y Garulo son destituidos como mandos de la Brigada por una denuncia de un mando comunista de la 146.ª Brigada, que los acusados no llegaron a conocer. Tal era la situación que tropas del primer batallón acompañaron en todo momento el coche de los destituidos hasta que llegaron a su destino. El nuevo comandante fue el comunista Antonio Núñez Balsera y el comisario de la brigada, el socialista Enrique Rigabert Martín. La CNT protestó contra estos nombramientos, entendiendo que se le estaba privando de una brigada.
Bajo el mando de Núñez Balsera participó la brigada en la Batalla del Ebro, sector del Segre (Lérida), y resultó nuevamente diezmada. El 10 de agosto el segundo batallón de la brigada cruzó el río para sustituir las fuerzas de carabineros que se retiraban. Estas fuerzas dejaban atrás mucho material bélico que las fuerzas de la 153ª pudieron aprovechar, destacando la compañía de ametralladoras. El 13 de agosto, cruzó el primer batallón de la brigada. Aguantaron siete ataques consecutivos de las tropas franquistas hasta el día 18, cuando el Estado Mayor ordenó la retirada. Tuvieron unas 200 bajas. 
Un interesante relato sobre la agitada vida de la 153.ª BM es descrito por Àngels Casanovas relatando la vida de Miquel Carreras Costajussà. Casanovas describe las operaciones militares de la brigada desde la Batalla del Ebro hasta el repliegue del otoño de 1938. También narra varios casos turbios que tuvieron lugar a la brigada como la propia muerte del protagonista. En definitiva, el historiador Josep Peirats ayuda a relatar los destino de la columna Tierra y Libertad, siempre a expensas de las decisiones que venían del mando militar:

Al producirse el desastre de Aragón en la primavera de 1938 [en referencia a la Brigada 153] siguió la misma suerte que la 24 División, que había sido privada de sus mandos. Seguidamente fue agregada a otras Divisiones que tenían mando comunista, hasta caer en la órbita de la 30 División. La jefatura de la Brigada y la mayoría de los mandos fueron alcanzados por la codicia comunista mediante una serie de maniobras cuyo estilo es inconfundible. Jefes y oficiales sospechosos de anarquistas eran destituidos, pasaban a la condición de disponibles o eran trasladados a otras unidades en frentes apartados. Bajo diversos pretextos habían sido desposeídos de sus mandos los comandantes Teresa y Leal [Feliciano Llach]. Este último había sido el héroe de la delicada operación a través del río Segre, efectuada en agosto de 1938, en apoyo de la ofensiva republicana del sector del Ebro.
Peirats

Finalmente, durante la ofensiva franquista de Cataluña, la brigada defendió primero Juncosa, después la Sierra del Montsant, pasando después en Igualada y por último en Santa Coloma de Queralt. Las últimas noticias de la brigada se tuvieron durante la defensa de Vich el 26 de enero de 1939. Después la mayoría de sus combatientes acabará en los campos de concentración de las playas del sur de Francia. Habría que apostillar que mientras la mayoría de unidades republicanas se disolvieron en el caos de última hora, el batallón compuesto por la antigua Columna Tierra y Libertad, "que no tenía disciplina", llegó a Francia unido con unos 400 combatientes.

## Homenaje
En el año 2001 se fundó en Berga una asociación cultural llamada Columna Terra i Llibertat que se hizo cargo del Centro de Estudios Libertarios Josep Ester i Borrás (que fue miembro de la columna), fundado años antes. Anexo al local del Centro de estudios, abrió sus puertas un local que recibió el nombre de Ateneu Columna Terra i Llibertat, emplazado en la calle Balç, 4 de Berga  Archivado el 13 de febrero de 2019 en Wayback Machine.. El ateneo forma parte de la Federación Anarquista de Cataluña. Ha realizado numerosas actividades culturales, políticas y sociales encaminadas a dar a conocer tanto las ideas libertarias como la memoria histórica local.